# Rima Mairan
La Rima Mairan è una struttura geologica della superficie della Luna.